# Pokémon Sun i Moon
Pokémon Sun i Moon – dwie gry z serii Pokémon, wydane na konsolę Nintendo 3DS, wyprodukowane przez Game Freak i wydane przez Nintendo. Gry ukazały się 18 listopada 2016 roku. Sun i Moon różnią się przede wszystkim odwróconym wobec siebie cyklem dnia i nocy, niektórymi elementami fabularnymi oraz dostępnością kilkunastu Pokémonów. Tak jak w poprzednich odsłonach gracz steruje trenerem Pokémonów, przemierza świat, kolekcjonuje nowe stwory i walczy z innymi osobami.

## Odbiór gry
Średnia ocen obu gier na agregatorze Metacritic wynosi 87 na 100. W trzy dni od premiery w samej Japonii sprzedano ponad 1,9 miliona egzemplarzy. Kallie Plagge z IGN pochwaliła Alolę – nowy region w grze inspirowany Hawajami. Plagge stwierdziła, że po 20 latach serii Pokémon, nowe elementy w Sun i Moon powodują, że granie jest bardzo przyjemne.